# イッカククワガタ亜科
イッカククワガタ亜科（イッカククワガタあか）とは、昆虫綱・コウチュウ目・クワガタムシ科に属する亜科の一つ。

## 形態
本亜科の最大な特徴はコガネムシ科の様な体付きと、雌雄共に大アゴは全く発達しないこと。一見クワガタムシとは思えない姿だが、幼虫の肛門は縦割れで、触角の片状節は水平配置でコガネムシ科の様な開閉はできない点はクワガタムシ科の特徴である。
性的二形の特徴も大アゴ以外の部分となり、マグソクワガタ属はメスの方が大きく、一般のクワガタとは逆である、触角の片状節はオスの方がより発達する。イッカククワガタ属はサイカブトの様に、オスはメスより発達な頭角と胸角を持つ。

## 分類
クワガタムシ科の中に、イッカククワガタ亜科はマダラクワガタ亜科の次に最も原始的なクワガタムシ類の1つとなる。
研究者によってイッカククワガタ属とマグソクワガタ属の位置は大きく異なるが（クワガタムシ科#分類を参照）、遺伝子分析によるとイッカククワガタ属とマグソクワガタ属は姉妹群と解明されている。
マグソクワガタ属 Nicagus
N. japonicus マグソクワガタ
N. obscurus
N. occultus
イッカククワガタ属 Sinodendron
S. cylindricum イッカククワガタ
S. rugosum ルゴスムイッカククワガタ